# Mocumentário
Um mocumentário é um formato de filme ou série de televisão ficcional apresentado a partir das características de um documentário, com a função de entreter, divertir ou iludir o espectador. A palavra se originou na década de 1960, formada pela união dos termos ingleses "mock" (falso) e "documentary" (documentário).  Em 2021, foi adicionada ao Vocabulário Ortográfico da Língua Portuguesa, oficializado pela Academia Brasileira de Letras (ABL), visando simbolizar a evolução do idioma.
Os mocumentários costumam ser usados com frequência para analisar ou comentar eventos e questões atuais de forma satírica, empregando cenários fictícios, ou para parodiar a própria forma documental. Também são usados como convite ao questionamento sobre as verdades apresentadas em tempos de fake news e de excesso de informações.

## Exemplos

### Ao redor do mundo
Borat! Cultural Learnings of America for Make Benefit Glorious Nation of Kazakhstan, é um mocumentário de 2006, escrito pelo comediante britânico Sacha Baron Cohen, que utiliza o personagem, interpretado pelo próprio comediante, para explorar e satirizar a cultura americana. A abordagem provocativa e o humor negro da obra geraram debates sobre racismo, xenofobia e estereótipos, além de provocar reflexões ácidas sobre política, preconceitos e costumes. O filme critica de forma direta a Bush e sua guerra ao terror, e aborda nudez masculina, tema distante dos ideais de beleza estereotipados dos Estados Unidos.
The 1 Up Fever [en] é um mocumentário alemão, dirigido por Silvia Dal Dosso, que descreve um jogo de realidade aumentada chamado The 1 Up Fever, em que as pessoas coletam bitcoins que veem através da câmera de seus smartphones, enquanto estão andando pelas cidades. A diretora idealizou uma obra fictícia falando sobre um jogo fictício, para uma aula real de motion graphics, e conseguiu explorar o fenômeno bitcoin de forma profunda e envolvente.
Dark Side of the Moon [en] (no original em francês, Opération Lune), dirigido por William Karel, retrata como o pouso na lua teria sido filmado em estúdio, em um esforço envolvendo a Agência Central de Inteligência, a Administração Nacional de Aeronáutica e Espaço e o cineasta e produtor estadunidense Stanley Kubrick. Segundo o mocumentário, a CIA teria recrutado Kubrick para ajudar os americanos a vencerem a corrida espacial, criando uma montagem falsa do pouso na lua.

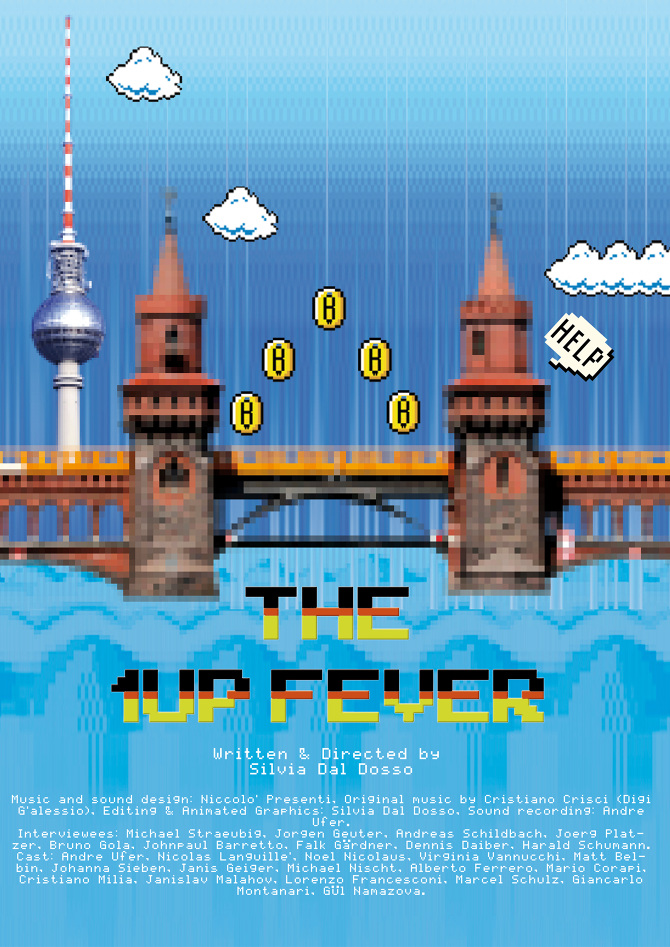
Poster do mocumentário The 1 Up Fever

Konspiration 58, dirigido por Johan Löfstedt, é um mocumentário sueco de 2002, que afirma que a Copa do Mundo de 1958 não aconteceu, mas foi fingida e existe apenas como cobertura forjada de televisão e rádio em uma conspiração entre a televisão americana e sueca, a CIA e a FIFA, como parte da Guerra Fria, para testar a eficácia da propaganda televisiva.
A Grande Guerra Marciana [en] mescla fatos históricos da Primeira Guerra Mundial com a história de ficção científica de H. G. Wells, A Guerra dos Mundos. Contando a história no período entre 1913 e 1917, utiliza imagens históricas do conflito e insere,  através de imagens geradas por computador, máquinas marcianas e outros efeitos, para criar a ilusão de que uma invasão marciana de fato ocorreu em nosso planeta.
Produção de Sonhos, minissérie animada do estúdio de animação Pixar, é uma expansão dos conceitos de Divertida Mente, que apresenta, em formato de mocumentário, dividido em quatro episódios, o departamento responsável pela criação dos sonhos e dos pesadelos na mente da personagem principal da franquia, Riley.

### No Brasil
MPB: A História que o Brasil Não Conhece, com direção de André Moraes, é baseado no livro "Firework Operation", de Neil Jackman. O mocumentário brasileiro revela um plano conspiratório do governo americano — totalmente desconhecido por boa parte dos brasileiros: a destruição da música popular brasileira.
Recife Frio, com direção de Kleber Mendonça Filho, explora uma mudança climática que transforma a ensolarada Recife em uma cidade de clima frio e melancólico, utilizando formato documental para abordar questões culturais e sociais.